# Dorcadion haemorrhoidale
Dorcadion haemorrhoidale är en skalbaggsart som beskrevs av Hampe 1852. Dorcadion haemorrhoidale ingår i släktet Dorcadion och familjen långhorningar.
Artens utbredningsområde är Iran. Inga underarter finns listade i Catalogue of Life.